# Куртизанки
«Куртиза́нки» (англ. Harlots) — британский телесериал в жанре историческая драма, созданный Элисон Ньюман и Мойрой Буффини. Премьера сериала состоялась 27 марта 2017 года на телеканале ITV Encore в Великобритании; также все эпизоды стали доступны на сервисе Hulu.
Сериал был продлён на второй сезон, премьера которого состоялась 11 июля 2018 года. В сентябре 2018 года была анонсирована работа над третьим сезоном, который вышел 10 июля 2019 года. 10 июня 2020 года Hulu закрыл сериал после трёх сезонов.

## Сюжет
Лондон, 1763 год. Каждая пятая женщина зарабатывает на жизнь, торгуя собой. У девушек только два пути к благосостоянию — выйти замуж за богача или стать проституткой. Городские бордели управляются хитрыми и жёсткими дамами, как Маргарет Уэллс или миссис Куигли. Однако религиозные деятели требуют закрыть публичные дома, а констебли всегда готовы совершить жестокие рейды на такого рода заведения...

## В ролях
- Саманта Мортон — Маргарет Уэллс
- Лесли Мэнвилл — Лидия Куигли
- Джессика Браун Финдлей — Шарлотта Уэллс
- Элоиз Смит — Люси Уэллс
- Кейт Флитвуд — Нэнси Бёрч
- Дэнни Сапани — Уильям Норт
- Дагги Макмикин — Чарльз Куигли
- Хью Скиннер — сэр Джордж Говард
- Эдвард Хогг — Томас Хэксби
- Ричард Маккейб — судья Канлифф
- Рори Флек Бирн — Дэниел Марни
- Кон О’Нил — Натаниэль Леннокс
- Пиппа Беннет-Уорнер — Харриет Леннокс
- Лотти Толхёрст — Китти Картер
- Бронвин Джеймс — Фанни Ламберт
- Холли Демпси — Эмили Лэйси
- Алекса Дэвис — Бетси Флетчер
- Поппи Корби-Туч — Мари-Луиза д’Обинье
- Розалинд Элизар — Флоренс Сканвелл
- Дороти Аткинсон — Амелия Сканвелл
- Лив Тайлер — леди Изабелла Фицуильям
- Франческа Миллс — Черри Доррингтон
- Никола Коклан — Ханна Далтон